# GHD Ubbo Emmius

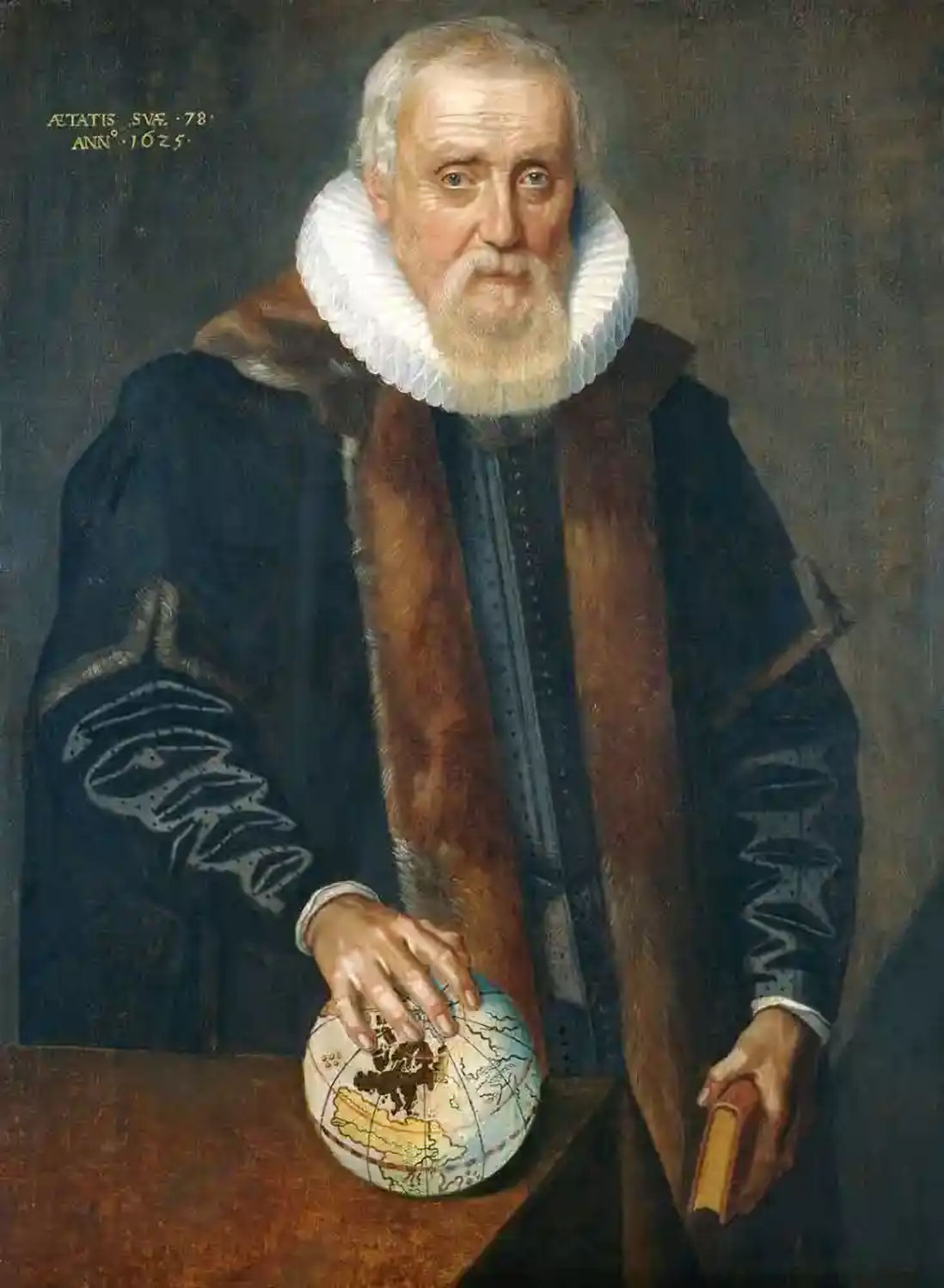
Ubbo Emmius (1547-1625)

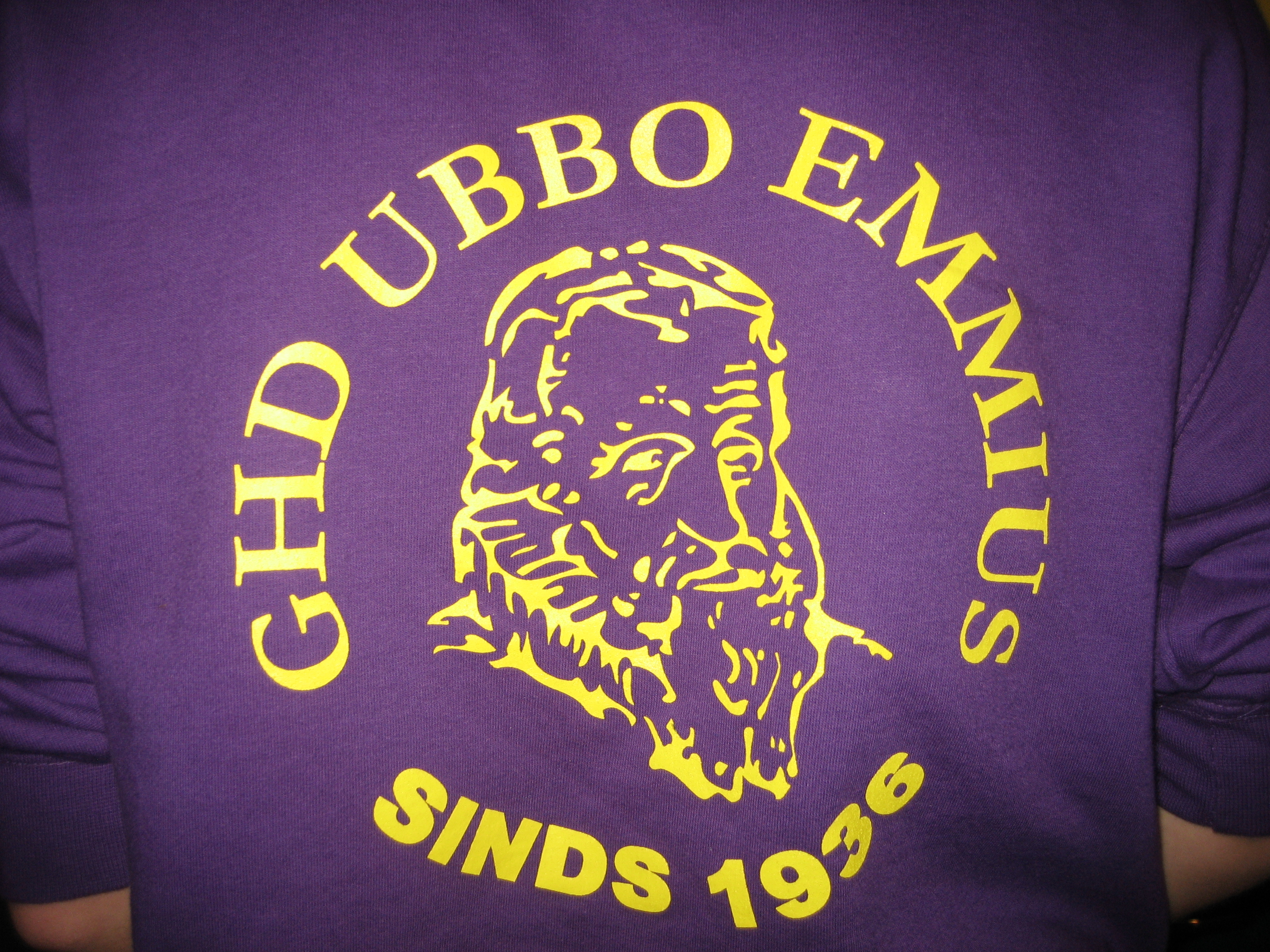
Trui GHD Ubbo Emmius 2012-2013

GHD Ubbo Emmius (of kortweg Ubbo) is de studievereniging voor studenten aan de opleiding geschiedenis aan de Rijksuniversiteit Groningen. De vereniging is vernoemd naar geschiedschrijver en de eerste rector van de universiteit, Ubbo Emmius. GHD staat voor Groninger Historisch Dispuut, maar aangezien het tegenwoordig een vereniging is en geen dispuut meer, wordt deze afkorting alleen nog als los voorvoegsel gebruikt. 

## Geschiedenis
In 1936 had de studie Geschiedenis aan de Rijksuniversiteit Groningen welgeteld twee professoren. Prof. Gosses doceerde de geschiedenis na de oudheid, terwijl prof. Roos de oude geschiedenis behandelde. De Groningse studenten kregen de wens van geschiedenisstudenten uit andere steden in Nederland te horen om een "Organisatie van Vereenigingen van Studenten in de Geschiedenis" op te richten. Aangezien er op dat moment nog geen studievereniging of -dispuut voor geschiedenis studenten bestond in Groningen, werd besloten om er een op te richten. Op dinsdag 24 november 1936 kwamen tien studenten bijeen bij Margreet Verschuur, aan het Martinikerkhof 25. Het Groningsch Historisch Dispuut "Ubbo Emmius" was geboren.
De eerste jaren gingen moeizaam voor het dispuut. Prof. Gosses overleed al snel en dit, gecombineerd met de oorlogsdreiging, zorgde ervoor dat er nog maar weinig studenten in Groningen wilden studeren. Tijdens de Tweede Wereldoorlog gebeurde er weinig in het dispuut. Ook het studeren kwam op een laag pitje te staan. De nieuwe professor, prof. Van Winter, nam echter nog steeds tentamens af, zelfs op onderduikadressen. Na de oorlog ging het dispuut op vertrouwde voet door. Er werden lezingen gehouden, men ging op kleine excursies en de oude leden gaven de nieuwe tips over de studie.
De decennia die volgden kenmerkten zich door een steeds groter aantal studenten en het ontstaan van een tweede functie van 'Ubbo'; ontspanning en plezier. Deze twee veranderingen zorgde ervoor dat men het dispuut moest aanpassen aan de nieuwe tijden. In het praesidiaal jaarverslag van 1963/1964 twijfelt het bestuur nog of de vereniging nog wel enigszins bestaansrecht had. Men ging echter door, want, zoals een Ubboiaan dichtte ter ere van het zesde lustrum: "Na dit groots verleden jaren lang/ is Ubbo voor de toekomst ook niet bang." In het midden van de jaren tachtig kwam de vereniging weer in de problemen. In 1984 wilde het bestuur aftreden terwijl er nog geen nieuw bestuur klaar stond om de boel over te nemen. Uiteindelijk konden er toch nog weer mensen gevonden worden die in het bestuur plaats wilden nemen.
In 1997 werd de eerste almanak uitgegeven. Door de grote hoeveelheden nieuwe studenten in de jaren negentig en na de millenniumwisseling groeide de vereniging enorm en werden er vele nieuwe commissies in het leven geroepen. In 2021 werd het zeventiende lustrum deels gevierd. Een aantal activiteiten werden uitgesteld vanwege de coronapandemie.

## Activiteiten
De eerstejaars geschiedenisstudenten kunnen bij GHD Ubbo Emmius studieboeken kopen met korting. Men wordt dan automatisch lid van de vereniging. Ook wordt er elk jaar voor de eerstejaars een eerstejaarskamp georganiseerd. Hier kunnen de nieuwe studenten elkaar beter leren kennen voordat het studiejaar begint. Mede omdat GHD Ubbo Emmius een studievereniging is, en geen studentenvereniging, wordt er niet ontgroend op het kamp.